# 荀息

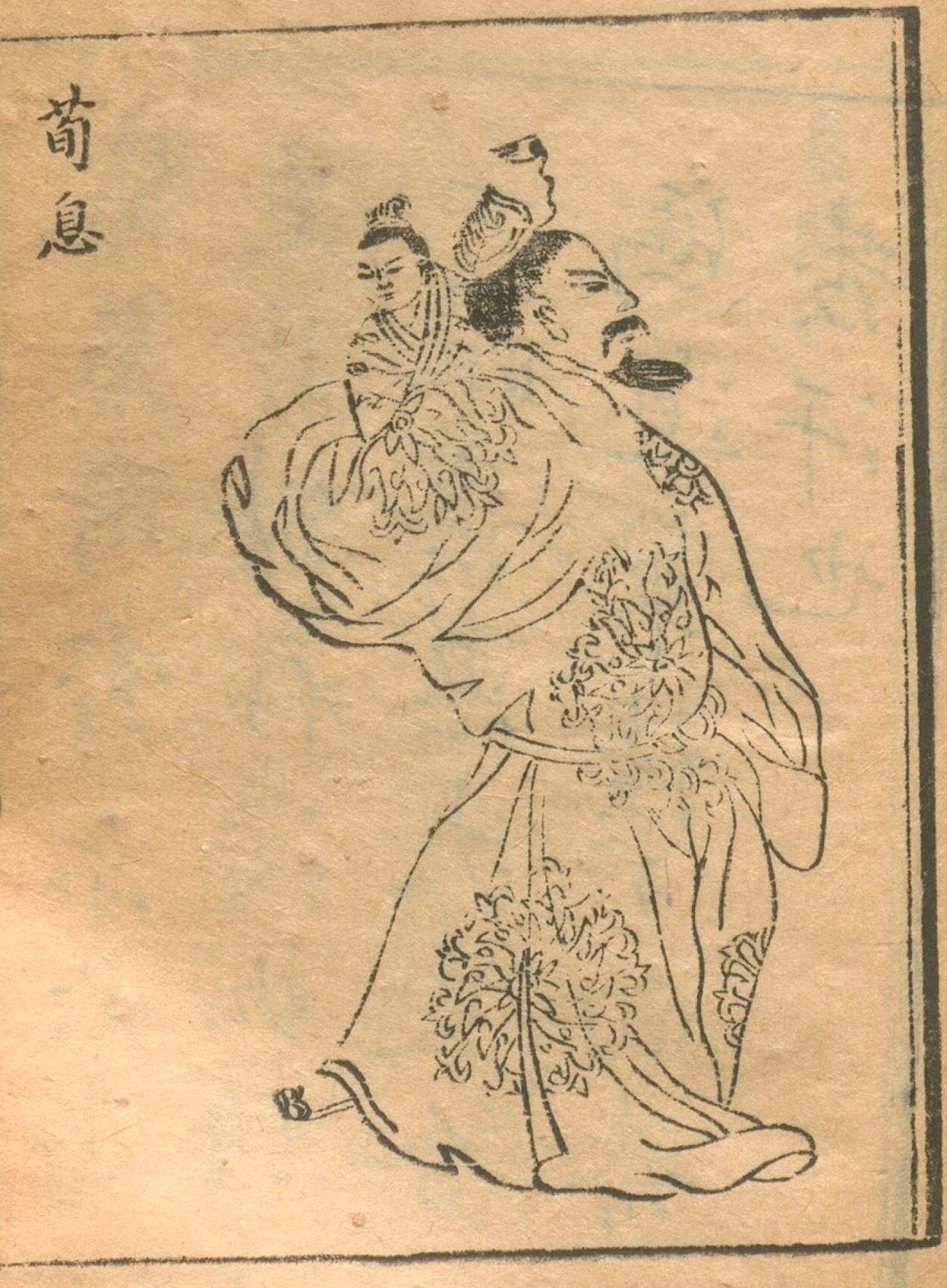
荀息

荀 息（じゅん そく、? - 紀元前651年）は、中国春秋時代の晋の大夫。もとの氏は原。名は黯。字は息。翼城息邑の人。

## 生涯

### 仮道伐虢
晋の分家である曲沃の武公が翼の本家を滅ぼすと（曲沃代翼）、原黯は、武公の大夫に任ぜられた。武公は、荀（現在の山西省運城市新絳県）を滅ぼした後、荀の故地に原黯を封じ、これによって原氏は荀氏に氏を改めた。
武公の没後、その子の詭諸（献公）が即位した。当時、黄河流域の西虢（現在の河南省三門峡市湖浜区）は、晋が中原に進出するにあたって、障害となっていた。献公は、西虢を滅ぼそうと考えたが、西虢を滅ぼすためには南部の小国の虞国（現在の山西省運城市平陸県）を通過しなければならなかった。西虢と虞は唇と歯の関係にあり、関係が密接であったことから，献公は、西虢を攻めあぐねていた。この時、荀息は、名馬と玉璧を虞に贈り、道を借りて西虢を討つことを献公に対して献策した。
献公19年（紀元前658年）、里克と荀息は、兵を率いて虞を通過し、西虢の下陽（現在の山西省運城市平陸県の北東）を攻撃した。
献公22年（紀元前655年）、晋は、再び道を借りて西虢を討ち、西虢を滅亡させた。西虢公は、周の地へと敗走した。晋は、兵を帰す途中で、虞が無防備であることに乗じて虞を攻撃し、虞をも滅亡させた。献公が出兵の計画をしてから西虢・虞の両国を滅ぼすまで、わずか5年であった。荀息は、西虢・虞の両国を滅ぼすことに功績があったため、献公に重用された。

### 驪姫の乱
献公26年（紀元前651年）、献公は、妃の驪姫の讒言により、太子申生を死に追いやり、公子重耳（後の文公）と公子夷吾（後の恵公）を亡命させ、驪姫の子の奚斉を新たに太子に立てた。荀息は、奚斉の太傅に任命され、幼年の奚斉を補佐することとなった。9月、献公が病に倒れると、荀息は相国に任ぜられ、国政を司ることとなった。
献公の没後、荀息は、幼年の奚斉を即位させた。当時、晋の朝廷は、里克と丕鄭が主導しており、多くの者は奚斉の擁立に反対していた。里克は、献公の葬儀の機会に、奚斉を刺殺した。荀息は、奚斉の異母弟の卓子（驪姫の妹の子）を即位させた。
里克と丕鄭は、晋の大夫の騅遄・屠岸夷らの助けを借りて、宮廷に攻め入り、卓子と驪姫を殺害した。荀息は、献公の遺志に背くものであると考え、ついに自死するに至った。人々は「詩経にいう『白圭之玷 尚可磨也 斯言之玷 不可為也』（白玉の傷は磨けば直るが、言葉の傷は取り返しがつかない）とは荀息のことだ」と評した。